# Parau Sorat (Sosa)
Parau Sorat is een bestuurslaag in het regentschap Padang Lawas van de provincie Noord-Sumatra, Indonesië. Parau Sorat telt 288 inwoners (volkstelling 2010).